# Henry Baker Tristram
Pour les articles homonymes, voir Tristram.
Henry Baker Tristram est un pasteur anglican, explorateur et ornithologue britannique, né le 11 mai 1822 à Eglingham, près d'Alnwick dans le Northumberland, et mort le 8 mars 1906 à Durham. Il est membre de la Royal Society.

## Biographie
Il étudie à l'école de Durham et au Lincoln College d’Oxford. En 1846, il est ordonné pasteur de l'Église anglicane, mais souffrant de problèmes pulmonaires, il doit quitter l'Angleterre, et il est nommé secrétaire du gouverneur des Bermudes de 1847 à 1849, où il exerce également les fonctions d’aumônier auprès de la garnison britannique. Tristram revient dans le nord de l’Angleterre où il devient le recteur de Castle Eden, fonction qu’il occupe durant onze ans, puis il reçoit la charge de vicaire de Greatham qu’il occupe durant treize ans enfin, en 1873, il devient chanoine de la cathédrale de Durham. 
Il explore le désert du Sahara et visite la Palestine en 1858, en 1863 et en 1872. Il partage son temps entre l’étude de l’histoire naturelle et l’épigraphie. En 1881, puis en 1894 et en 1897, il retourne à nouveau en Palestine et visite aussi le Liban, la Mésopotamie et l’Arménie. Il fait également un voyage au Japon pour y visiter sa sœur Katherine Tristram, missionnaire à Osaka.
Tristram participe à la fondation de la British Ornithologists' Union et devient membre de la Royal Society en 1868. Il constitue l’une des plus vastes collections privées du Royaume-Uni. Il chasse non seulement lors de ses voyages cités ci-dessus mais aussi en Afrique du Nord, aux îles Canaries ainsi que dans divers pays d’Europe et dans l’est des États-Unis. Mais la grande majorité des peaux d’oiseaux qu’il accumule proviennent d’acquisitions auprès d’autres collectionneurs ou de muséums. Il tire une grande fierté de posséder des spécimens récoltés par de grands naturalistes ou explorateurs. 
Il enrichit ses collections grâce à des dons et des échanges, à la vente de ses doubles. Il achète aussi des fusils et des outils pour la préparation des peaux qu’il confie ensuite aux missionnaires partant pour les contrées lointaines. Grâce à sa présence au sein de la British Ornithologists' Union, il élargit ses contacts et réalise des échanges avec des correspondants à l’étranger dont Sir Edward Newton (1832-1897) à l’île Maurice et en Jamaïque, Edgar Leopold Layard (1824-1900) dans les Fidji et en Nouvelle-Calédonie, Robert Swinhoe (1836-1877) en Chine et Sir John Kirk (1832-1922) à Zanzibar. Il entretient d’étroites relations avec les ornithologues britanniques, comme Alfred Newton, Henry Eeles Dresser, John Henry Gurney, Howard Saunders et Lord Lilford. Il entretient également des relations avec les vendeurs professionnels et les salles des ventes de Londres.
Il vend sa collection en 1896 au World Museum de Liverpool : elle contient 17 000 spécimens représentant 6 000 espèces dont environ 130 types. 
Il meurt en 1906, dans son logement du doyenné de la cathédrale de Durham. Son arrière-petit-fils, Guy Tristam épouse Ruth Mary Tristram, naturaliste et membre de la Linnean Society of London.
Après sa mort, sa collection de 7 000 spécimens représentant 3 000 espèces sont confiés à l’Academy of Natural Sciences of Philadelphia. Quant à la vaste collection d’œufs, elle est vendue à un collectionneur privé, Philip Crowley, qui la léguera à son tour au British Museum.

## Postérité
De nombreuses espèces animales sont nommés en référence à son patronyme, notamment : 
- Bruant de Tristram (Emberiza tristrami)
- Mérione de Tristram (Meriones tristrami)
- Océanite de Tristram (Oceanodroma tristrami)
- Rufipenne de Tristram (Onychognathus tristramii)

## Publications
- The Great Sahara (1860)
- The Land of Israel, a Journal of Travels with Reference to Its Physical History (1865)
- The Natural History of the Bible (1867)
- The Daughters of Syria (1872)
- Land of Moab (1874)
- Pathways of Palestine (1882)
- The Fauna and Flora of Palestine (1884)
- Eastern Customs in Bible Lands (1894)
- Rambles in Japan (1895).

## Hommages et distinctions
- Membre de la Royal Society
- Philip Lutley Sclater (1829-1913) lui dédie la rufipenne de Tristram, Onychognathus tristramii, en 1858.